# 번사창
기기국 번사창(機器局 飜沙廠)은 서울특별시 종로구 삼청동 한국금융연수원 내에 있는, 조선 말기 근대식 무기를 제작하던 기기창 건물이다. 소유자는 한국은행이다. 1982년 12월 17일 서울특별시의 유형문화재 제51호로 지정되었다.

## 개요
설계자 및 시공자는 조선인이다. 기기국 소속 기기창에는 모래 뒤치는 곳, 나무 비계 만드는 곳, 금속 주형 제조소, 창고 등 여러 동(棟)의 건물이 있었을 것으로 추정되며, 번사창은 그 건물들 중의 하나로 추정된다.
규모는 지상 1층, 대지면적은 5,710평, 전체 길이 33m, 폭 8.5m, 연면적 217.58m2(66평)으로 단층 창고형 건물이다. 중국ㆍ서양 절충식의 양식으로 되어 있으며, 구조는 벽돌조로 되어 있고, 외장재는 진회색 벽돌과 일부 화강암으로 되어 있는 조적조 건물이다.장대석과 사괴석으로 토대를 쌓고, 그 위에 회색 벽돌로 벽체를 쌓고, 적벽돌로 견치형 띠를 둘렀다. 건물 벽면은 이중 벽돌쌓기로 지어졌으며, 벽돌 크기는 가로 25cm, 세로 5cm로 요즘 것들과는 다르다. 이 벽돌을 강회로 정교하게 쌓아 올렸다. 그 위에 왕대공 지붕틀을 일정 간격으로 세우고 맞배지붕을 이었다. 지붕에는 부분적으로 고측창을 두었는데, 이는 무기 제조시 발생하는 열과 오염된 공기를 배출하기 위한 조치로 보인다. 지붕 기와는 한식기와이다. 주 출입구는 화강석대 위에 화강석 기둥을 세우고 아치문을 내었으며, 부 출입구는 화강석대 위에 흑색 벽돌로 아치를 틀어 아치문을 설치하였다. 창문은 수평아치가 대부분이나 세그멘탈 아치를 일부 사용하였다. 이 건물은 조선시대 말에 건립된 한국과 중국, 그리고 서양의 절충식 건물로서, 그 건축사적인 가치가 높다.

## 건립 의도 및 건축 연도
번사창의 건립 의도와 건축 연도는 1984년 해체 보수공사 때 발견된 이응익이 쓴 상량문에 의하여 밝혀졌다.
| “                       | 무기를 저장코자 터전을 반석(盤石) 위에 정하고 쇠를 부어 흙과 합쳐 건물을 지으니 이를 번사창(飜沙廠)이라 하였다. (중략) 칼ㆍ창 등 정예한 무기를 제조ㆍ수선ㆍ보관하는 건물은 기예의 으뜸가는 수준으로 지어져야 한다. | ” |
| — 이응익, 번사창 상량문 | |   |

상량문의 내용을 통하여 번사창의 기능은 무기의 제조ㆍ수선ㆍ저장고였음을 알 수 있었다.
또 번사창은 청나라의 건물을 모방하였으며, 북악 아래 삼청동 명당에 자리하였음을 밝히고 있다. 번사창은 조선시대 말 근대식 무기를 제작하던 관아인 기기국 소속의 기기창 건물로서, 1883년 5월 착공하여 1884년 5월 16일 준공되었다. 이 때는 강화도 조약이 체결된 8년 후로 군대의 근대화를 위해 새 제도를 강구하고 근대식 군사훈련과 무기 제조에 힘쓰던 때였다.
1881년 7월 김윤식이 인솔하는 청년학도들이 청나라의 권고에 따라 천진에 영선사로 파견되었다. 이들의 주 임무는 신식 기기의 학습이었다. 유학생은 38명으로, 공학도 20명과 공장(工匠) 18명이었다. 그들은 청에서 건설되는 학당과 공장에서 합리적이고 과학적인 제도법과 화본에 의한 모형 제조법 등을 배웠다. 이들은 4인의 천진 공장(工匠)들과 함께, 과학서적, 기기의 형, 설계도, 기기 등을 가지고 귀국했다. 《윤치호일기(尹致昊日記)》에는 번사창의 건립 과정에 대해 다음과 같이 적혀 있다.
| “ | 1883년 3월 종사관(從事官) 김명균(金明均)이 천진의 공장인 원영찬(袁榮燦) 등 4명을 고용으로 데리고 와서 5월 서울의 삼청동 북창(北倉)에 기기국을 설치하고 김윤식, 박정양(朴定陽), 윤태준(尹泰駿), 이조연(李祖淵)을 총판(總辨)에 (중략) 임명하여 그 일을 감독하게 하였다. 8월에 김명균이 연대(烟臺)에 갔다가 상해(上海) 험취소(驗取所)까지 가서 기기를 구입하여 왔는데, 그때까지 창사(廠舍)가 준공되지 않았으므로 공도(工徒)들을 독려하여 벽돌과 돌을 쌓게 하였다. 세워진 창사에는 모래 뒤치는 곳, 쇠붙이 불리는 곳, 목양(木樣) 만드는 곳, 동모(銅冒) 만드는 곳, 그리고 고방(庫房)이 있다. | ” |
|   | — 《윤치호일기(尹致昊日記)》 |   |

조선시대에 병기ㆍ기치등을 만드는 관청인 군기감이 1884년에 새로 창설된 기기국과 합병됨에 따라 이 무기고를 건축하게 된 것이다.

## 사진

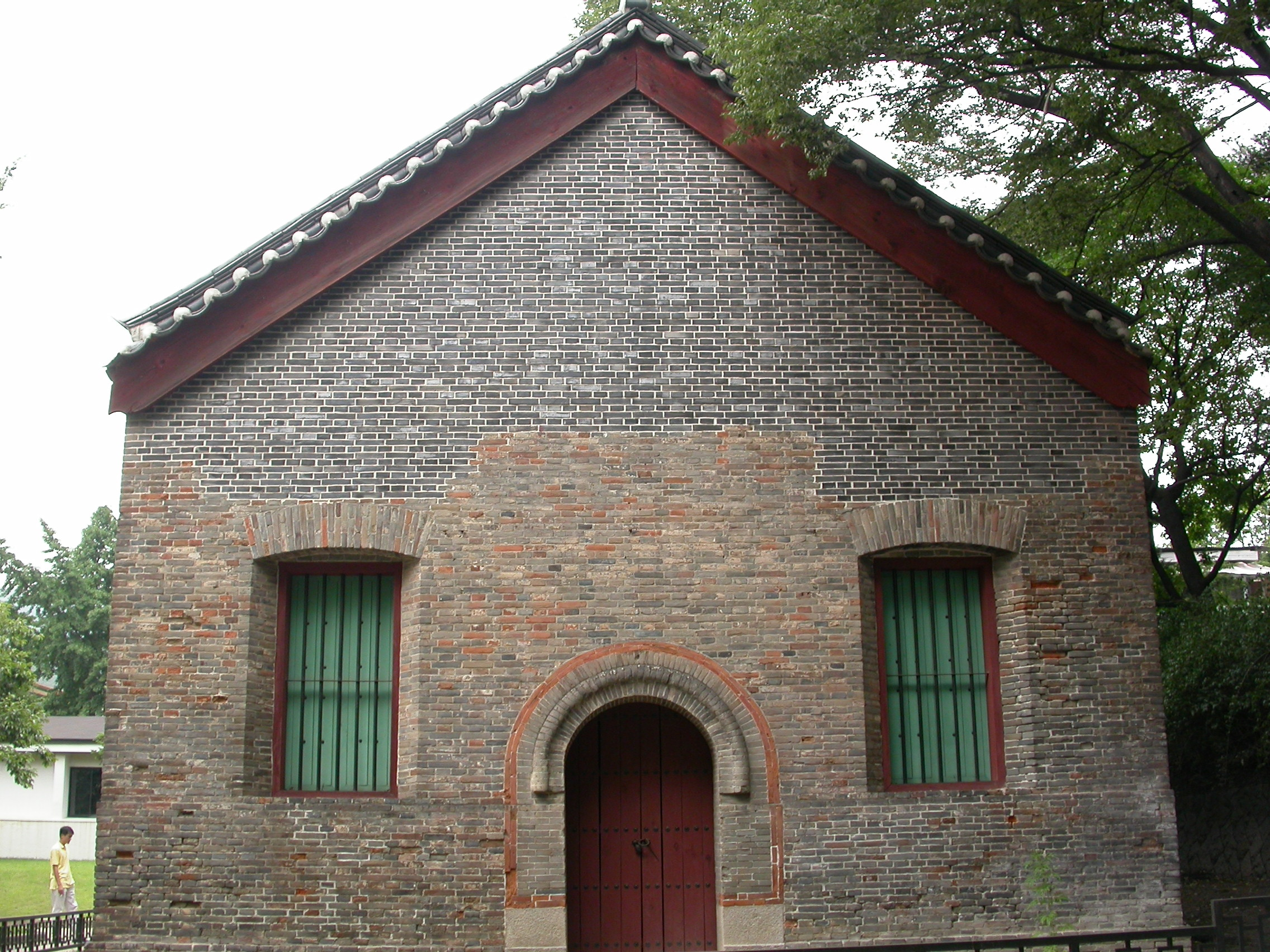
측면